# Сигма Голубя
Сигма Голубя (лат. σ Columbae), HD 40248 — двойная звезда в созвездии Голубя на расстоянии приблизительно 1420 световых лет (около 436 парсек) от Солнца. Видимая звёздная величина звезды — +5,515m.

## Характеристики
Первый компонент — жёлто-белая звезда спектрального класса F0, или F2III. Масса — около 4,918 солнечной, радиус — около 23,674 солнечного, светимость — около 946,235 солнечной. Эффективная температура — около 6641 K.
Второй компонент — коричневый карлик. Масса — около 47,02 юпитерианской. Удалён в среднем на 2,543 а.е..